# Prychyb (oblast de Zaporijjia)
Prychyb (ukrainien : Пришиб, russe : Пришиб, Prichib) est une commune urbaine de l'oblast de Zaporijjia, en Ukraine. Elle compte 3 077 habitants en 2021.